# Celina Maria Assumpção do Valle Pereira
Celina Maria Assumpção do Valle Pereira GOMM (Santa Maria, 16 de abril de 1939) é uma diplomata brasileira. Foi embaixadora do Brasil na Suíça, e diretora-geral do Departamento de Organismos Internacionais do Ministério das Relações Exteriores durante o governo Fernando Henrique Cardoso.

## Biografia

### Vida pessoal
Nasceu em Santa Maria, Rio Grande do Sul, em 16 de abril de 1939, filha de Olavo Nunes de Assumpção e Maria Hedy Barão de Assumpção. 

### Formação Acadêmica
Licenciou-se em Língua e Literatura Francesa pela Universidade d’Aix-Marseille, França, e em Letras Neolatinas pela Pontifícia Universidade Católica do Rio de Janeiro.

### Carreira Diplomática
Ingressou no Itamaraty por concurso direto, tendo tomado posse no cargo de terceira secretária no ano de 1969.
Dentre as diversas funções exercidas quando no Brasil, destacam-se as de assessora do Ministro de Estado, de 1977 a 1979; chefe, substituta, da Secretaria de Assuntos Legislativos, do Gabinete do Ministro de Estado, de 1981 a 1982; chefe da Divisão de Atos Internacionais, de 1982 a 1983; chefe da Divisão da Europa-I, de 1989 a 1990; chefe do Departamento do Serviço Exterior, de 1990 a 1991; chefe de Gabinete do Subsecretário do Serviço Exterior, de 1996 a 1997; e diretora-deral do Departamento de Organismos Internacionais, entre 1997 e 2000.
No exterior, foi conselheira na Embaixada do Brasil em Washington, de 1984 a 1987; conselheira na Embaixada do Brasil em Ottawa, de 1987 a 1989; ministra-Conselheira na Embaixada do Brasil em Paris, entre 1991 e 1996; Embaixadora-Alterna em Genebra, de 2000 a 2003; e Embaixadora do Brasil em Berna.
Em 2000, Celina foi condecorada com a Ordem do Mérito Militar no grau de Grande-Oficial especial pelo presidente Fernando Henrique Cardoso.

## Promoções
Fonte:
- Terceira Secretária (1969)
- Conselheira (1981)
- Ministra de Segunda Classe (1989)
- Ministra de Primeira Classe (1997)

## Condecorações
Fonte:
- Ordem do Rio Branco
- Ordem do Mérito Aeronáutico
- Ordem do Mérito Naval
- Ordem do Mérito Militar[1]
- Medalha Mérito Santos Dumont
- Ordem Nacional do Leão, Senegal
- Ordem Mexicana da Águia Azteca, México
- Ordem de Cristo, Portugal